# Городищенська селищна рада
| Городищенська селищна рада — орган місцевого самоврядування у Перевальському районі Луганської області з адміністративним центром у смт Городище. Селищній раді підпорядковані населені пункти: - смт Городище |

## Склад ради
Рада складається з 18 депутатів та голови.

### Керівний склад ради
| ПІБ                         | Основні відомості                                                   | Дата обрання | Дата звільнення |
| --------------------------- | ------------------------------------------------------------------- | ------------ | --------------- |
| Обухов Валентин Антонович   | Селищний голова, 1946 року народження, освіта, член Партії регіонів | 26.03.2006   | 31.10.2010      |
| Смирнова Наталія Євгеніївна | Селищний голова, 1961 року народження, освіта вища                  | 31.10.2010   |                 |

Примітка: таблиця складена за даними джерела